# Maria Augutis
Siv Maria Louise Augutis, född 29 augusti 1990 i Göteborg, är en svensk tidigare friidrottare (tresteg) tävlande för Ullevi FK och senare meteorolog på Sveriges Television.

## Personliga rekord
| Utomhus - Tresteg – 13,00 (Greensboro, North Carolina USA 29 maj 2010) - Tresteg – 13,29 (medvind) (Athens, Georgia USA 15 maj 2011) - Tresteg – 12,95 (Uddevalla 26 augusti 2007) | Inomhus - Längdhopp – 5,24 (Clemson, South Carolina USA 15 januari 2011) - Tresteg – 12,88 (Fayetteville, Arkansas USA 27 februari 2011) - Tresteg – 12,79 (Göteborg 29 januari 2008) |